# Морнос
Морнос (на гръцки: Μόρνος) е река, която разделя в Елада Антична Фокида от Етолия или Етолоакарнания, а днес Атика от Западна Гърция.
В средното си течение разделя планинските масиви на Вардуша на запад и Гиона на изток, разликата в надморската височана на които е само 15 m.
На реката е изграден през 1979 г. язовир Морнос край село Лидорики, който захранва посредством тунел с питейна вода голяма част от Атика и столицата на Гърция - Атина. 
Реката се влива в коринтския залив на 3 km югоизточно от Лепанто.